# Aspidifrontia binagwahoi
Aspidifrontia binagwahoi is een vlinder uit de familie uilen (Noctuidae). De wetenschappelijke naam van deze soort is voor het eerst geldig gepubliceerd in 1978 door Laporte.
De soort komt voor in tropisch Afrika.